# Ed Wood (film)
Ed Wood este o comedie neagră din 1994 ce prezintă biografia lui Ed Wood cel mai slab regizor din istorie. Filmul a fost regizat de Tim Burton, avându-l în rolul principal pe Johnny Depp. Filmul a fost scris de scenariștii Scott Alexander și Larry Karaszewski. Pelicula a fost foarte apreciată de critici chiar dacă a dezamăgit la încasări. În film se ilustrează viața lui Wood în crearea filmelor, dar și relația sa cu actorul Béla Lugosi, interpretat de Martin Landau. Sarah Jessica Parker, Patricia Arquette, Jeffrey Jones, Lisa Marie Smith și Bill Murray fac parte din distribuție.
Scenariul filmului a fost inspirat de romanul biografic Nightmare of Ecstasy scris de Rudolph Grey în 1992.
Filmul a fost nominalizat la 3 Premii Globul de Aur din care a luat un premiu - Martin Landau pt. rol secundar. În palmares, filmul a strâns mai multe premii, dintre care și un Oscar.

## Distribuție
- Johnny Depp              - Edward Wood
- Martin Landau            - Béla Lugosi
- Patricia Arquette        - Kathy O'Hara
- Sarah Jessica Parker     - Dolores Fuller
- Jeffrey Jones            - The Amazing Criswell - medium TV
- Bill Murray              - Bunny Breckinridge
- Lisa Marie Smith         - Vampira
- George "Animalul" Steele - Tor Johnson - wrestler profesionist suedez
- Juliet Landau            - Loretta King
- Ned Bellamy              - Tom Mason
- Mike Starr               - George Weiss